# Palais des Sports
El Palacio de los Deportes de París (en francés, Palais des Sports de Paris), oficialmente desde 2015 (le) Dôme de Paris-Palais des Sports y conocido comúnmente como (le) Dôme de Paris, es una gran sala de espectáculos parisina ubicada en la plaza de la Puerta de Versalles en el décimo quinto distrito de París, en Francia. El palacio tiene capacidad para 5 100 espectadores.

## Historia
El palacio fue construido en 1959 para reemplazar al antiguo velódromo de invierno de París en la plaza de la Puerta de Versalles. En 1960, los parisinos descubrieron el Palacio de los Deportes, diseñado por el arquitecto Pierre Dufau mediante un proceso creado por el estadounidense Richard Buckminster Fuller (cúpula geodésica). Arquitectos e ingenieros lograron crear la cúpula independiente de aleación ligera más grande del mundo en aquel momento. Una verdadera proeza técnica: la estructura Eiffel, compuesta por 1.100 paneles de aluminio que pesan doscientas toneladas, constituye la cúpula incluida en la lista de monumentos históricos.
Este recinto parisino es apreciado por su acústica, su geometría y su capacidad, lo que permite que, sea cual sea la ubicación del espectador, la proximidad del escenario le permite disfrutar plenamente del espectáculo.
En aquel momento era la única sala de París con una capacidad para cinco mil espectadores. Desde su primera temporada, el Palacio de los Deportes acogió los más grandes espectáculos como El burgués gentilhombre (Comédie-Française) con Louis Seigner, el Circo de Moscú, el Kírov, La bella durmiente con Rudolf Nuréyev (quien gracias a Janine Ringuet permanecería en Francia y actuaría varias veces en el Palacio de los Deportes), Harlem Globetrotters, Holiday on Ice y, por supuesto, los combates de boxeo ingleses que lo convertirán en unos meses en uno de los principales polos de atracción del boxeo mundial con los famosos «lunes de boxeo».
En 1961, el Palacio de los Deportes fue el primer gran recinto parisino en «abrir sus puertas» al rocanrol presentando tres festivales internacionales de rock: el primero, el viernes 24 de febrero, vio a Johnny Hallyday actuar como estrella, y comenzó con Les Chaussettes Noires. El grupo encabeza la segunda edición el 18 de junio, con Richard Anthony y Les Chats Sauvages. Los cuales, el 18 de noviembre, siguen en el cartel del festival final. Estas actuaciones generaron muchos daños en la sala y numerosos incidentes en los alrededores con la policía. Así fue como durante el último festival, Vince Taylor, al quedar la sala devastada en pocos instantes, no pudo actuar allí.
El Palacio de los Deportes fue uno de los escenarios de la masacre del 17 de octubre de 1961, cuando entre seis mil y siete mil manifestantes norteafricanos fueron internados allí por orden de Maurice Papon. 
En marzo de 1966, el pastor estadounidense Martin Luther King dio allí una conferencia en forma de coloquio con el bioquímico Jacques L. Monod y el pastor Martin Sargent ante 4.500 personas, tras una primera parte en la que participaron Harry Belafonte, Hugues Aufray e Yves Montand.
De 1967 a 1982, Johnny Hallyday hizo del Palacio de los Deportes su lugar favorito. El miércoles 14 de noviembre de 1967 ofreció un musicorama histórico. El evento sería retransmitido en directo por la emisora de radio Europe 1 y comentado por el presentador Hubert Wayaffe. Aprovechando este éxito, regresó allí un año y medio después y presentó del sábado 26 de abril al domingo 4 de mayo de 1969 el que se considera su primer gran espectáculo y fue designado en su momento por la revista Rock & Folk como el espectáculo de 2000. Allí volvió a cantar del 24 de septiembre al 14 de octubre de 1971, donde todas las noches lo acompañaba Michel Polnareff al piano. Regresó allí cinco años más tarde, en 1976, donde desde el martes 28 de septiembre hasta el domingo 31 de octubre, doscientos mil espectadores en treinta y cinco funciones asistieron al espectáculo de cuentos de Hallyday, estableciendo un nuevo récord de asistencia. En 1982, regresó nuevamente con el espectáculo «Fantasmhallyday» y permaneció en exhibición desde el martes 14 de septiembre hasta el jueves 11 de noviembre, atrayendo a doscientos cincuenta mil espectadores en cincuenta y cuatro representaciones. Siempre atraído por los espacios más amplios, Johnny Hallyday abandonó el Palacio de los Deportes durante veinticuatro años, antes de regresar allí del viernes 2 de junio al martes 4 de julio de 2006, para dar veintidós conciertos en el marco de su Flashback Tour.
El 29 de enero de 1974, el combate entre Muhammad Ali y Joe Frazier fue retransmitido en directo desde el Madison Square Garden de Nueva York en una pantalla gigante en el palacio en presencia de todo París.
Desde 1960, más de cincuenta millones de espectadores han asistido a los espectáculos de numerosos artistas de music hall como Dalida, Eddy Mitchell, Julien Clerc, Alain Souchon, Sylvie Vartan, Michel Sardou, Véronique Sanson, Jean-Louis Aubert, Bernard Lavilliers, Jean Ferrat, Jacques Dutronc, Patrick Bruel, Mylène Farmer, Hubert-Félix Thiéfaine, Laurent Voulzy, Michel Jonasz y France Gall. Christophe Maé debuta allí en Le Roi Soleil (comedia musical sobre el rey Luis XIV con 220 representaciones en el Palacio de los Deportes parisino). Yannick Noah actuó durante quince funciones en 2014, Alain Souchon y Laurent Voulzy durante diez días en 2015.
Los grandes espectáculos musicales presentaron más de cien funciones seguidas, la mayoría durante dos temporadas, como Les dix commandements, Lo que el viento se llevó, Spartacus était son nom, Le Roi Soleil, Mozart, l'opéra rock, Cléopâtre, la dernière reine d'Égypte, Dracula, l'amour plus fort que la mort, Adam et Ève : La ceconde chance y 1789 : les amants de la Bastille. En esta sala se representaron también los grandes frescos teatrales de Robert Hossein: el primero fue Potemkine, luego Notre-Dame de Paris, Jésus était son nom, Julio César, Je m'appelais Marie-Antoinette y Los miserables (de Hossein y Claude-Michel Schönberg con Alain Boublil y Jean-Marc Natel). Todos los espectáculos de Hossein se presentaron en el palacio durante un mínimo de cien funciones por temporada y atrajeron a más de 600 000 espectadores por espectáculo. Hossein fue el primero en salir de los teatros para ofrecer al mayor número de público obras de «gran espectáculo» nunca vistas en ningún otro lugar hasta entonces.
En aquella época, el Palacio de los Deportes y muchas otras salas y teatros gestionaban su programación invirtiendo en la producción de los espectáculos que presentaban. Durante más de cuarenta años, Robert Thominet (1920-2013) dio vida al Palacio de los Deportes y produjo estos grandes espectáculos, únicos en Francia. En aquella época dirigía el palacio y el palacio polideportivo de París-Bercy (POPB), lo que le permitió producir numerosos acontecimientos importantes, como las óperas Aida y Turandot en el POPB. Su colaboración con Jérôme Savary dio lugar a la creación de La vida parisina y Los cuentos de Hoffmann.
El Palacio de los Deportes vio también el nacimiento de las grandes creaciones de Maurice Béjart, como L'oiseau de feu, Le Sacre du printemps, también producida por Thominet que reunió a un buen número de compañías excepcionales como las de Antonio Gades, Rafael Aguilar y Alvin Ailey.
Numerosos artistas internacionales han actuado en el escenario del palacio parisino: Ray Charles, The Beatles, The Rolling Stones, Frank Zappa, Genesis, Stevie Wonder, Elton John, Diana Ross, Jimmy Cliff, The Troggs, Queen, Miles Davis, Deep Púrpura, Iggy Pop, Dire Straits, Van Halen, Eric Clapton, Pink Floyd, The Police, Werrason.
Los espectáculos de monólogos tampoco desdeñan esta sala. En 2004, fue Laurent Gerra quien, por primera vez, se atrevió a iniciar su gira por el palacio durante un mes. Ningún comediante lo había intentado antes que él. Desde entonces, otros comediantes le han seguido para instalarse en palacio durante largas temporadas, entre uno y dos meses, como Franck Dubosc, Gad Elmaleh, Florence Foresti, Les Chevaliers du Fiel, Élie Semoun, Anthony Kavanagh, Sébastien Cauet y Éric Antoine.
El 8 de noviembre de 2013 se produjo una explosión accidental durante los ensayos de 1789 : les amants de la Bastille que provocó la muerte de Marcus Toledano, director técnico de producción del espectáculo.

## Conciertos (artistas por orden alfabético)
- Ange (1975/1977/1981)
- Louis Armstrong (1965)
- Jean-Louis Aubert (2008)
- Hugues Aufray (2008)
- Joan Baez (1990)
- Daniel Balavoine (1982/1984)
- Harry Belafonte (1966)
- Michel Berger (1983)
- Angelo Branduardi (1980)
- Dany Brillant (1997/1999)
- James Brown (1982)
- Patrick Bruel (1994)
- Rory Callagne (1976)
- Jean-Patrick Capdevielle (1981)
- Ray Charles (1966/1983)
- Eric Clapton (1974)
- Julien Clerc (1977/1997)
- Dalida (1980)
- Miles Davis (1973)
- Deep Purple (1975)
- Neil Diamond (1977)
- Dire Straits (1979/1981)
- Ian Dury (1979)
- Elvis the concert (2001)
- Fab Four (2007)
- Mylène Farmer (1989)
- Jean Ferrat (1970/1972)
- Léo Ferré (1991)
- Aretha Franklin (1977)
- Liane Foly  (1999)
- France Gall (1982)
- The J.Geils Band (1980)
- Genesis (1975/1977/1978)
- Laurent Gerra (2004/2006)
- Golden Gate Quartet (1969)
- Grateful Dead (1974)
- Johnny Hallyday (1961/1967/1969/1971/1976/1982/2006)
- Murray Head (1983)
- Pierre Henry (1972)
- Paco Ibáñez (1971)
- Jethro Tull (1969)
- Elton John (1982)
- Michel Jonasz (1985)
- Cyndi Lauper (1994)
- Bernard Lavilliers (1980/1995)
- Led Zeppelin (1973/1980)
- Maxime Le Forestier (1974)
- Eddy Mitchell (1977/1982/1984/2004/2007)
- Claude Nougaro (1983)
- Mike Oldfield (1981)
- One Night of Queen - Gary Mullen (2007/2008)
- Pink Floyd (1974)
- Iggy Pop (1980/1996/2006)
- Queen (1982)
- Lou Reed (1975)
- The Rolling Stones (1970)
- Diana Ross (1982/2007)
- Véronique Sanson (1978/1981)
- Michel Sardou (2004/2007)
- Paul Simon (2008)
- Hélène Ségara (2007)
- Soft Machine (1967)
- Alain Souchon (2000)
- Status Quo (1975)
- Cat Stevens (1975)
- Rod Stewart (1983)
- Alan Stivell (1975)
- Styx (1980)
- Talking Heads (1982)
- Vince Taylor (1961)
- Téléphone (1979)
- Míkis Theodorákis (1981)
- The Beach Boys (1980)
- The Beatles (1965)
- The Clash (1980)
- The Faces (1974)
- The Police (1980)
- The Pretty Things (1967)
- Trio Rabbath (1971)
- Van Halen (1980)
- Sylvie Vartan (1981/1982/1991)
- Stevie Wonder (1981)
- Frank Zappa (1974)
- Zucchero (2008)

## Ballet (por orden cronológico)
- 1961 : Rudolf Noureev - Ballet del Kirov - La Belle au bois Dormant
- 1970 : Maurice Béjart - Opéra de Paris - Oiseau de Feu
- 1971 : Maurice Béjart - Nijinski fou de dieu
- 1972 : Ballet du Théâtre du Bolchoï
- 1973 : Roland Petit - Pink Floyd / Maïa Plissetskaia - Ballet de Marseille
- 1975 : Ballet de l'Opéra de Paris
- 1975 : Alvin Ailey
- 1975 : Ballets Siberianos de Krasnoiarsk
- 1976 : Rudolf Noureev - London Festival Ballet - La Belle au Bois dormant
- 1977 : Festival Noureev - Scottish Ballet
- 1978 : Rudolf Noureev - London Festival Ballet - Romeo et Juliette
- 1979 : Maurice Béjart - Ballet du XX° Siècle - Boléro, Sacre du Printemps, Gaité Parisienne
- 1980 : Ballet Mazowsze
- 1982 : Ballet Mazowsze
- 1987 : Roland Petit - Ballet de Marseille - L'Ange Bleu, Pavlova
- 1988 : Patrick Dupond - Ballet de Nancy
- 1988 : Alvin Ailey
- 1989 : Ballet Nacional de España
- 1989 : Ballet de Nancy
- 1990 : Ballets Roumains
- 1992 : Entrez dans la danse
- 1992 : Rafael Aguilar - Carmen
- 1993 : Ballet Moisseiev
- 1995 : Rafael Aguilar
- 1996 : Maurice Béjart - Tokyo Ballet - Boléro
- 1998 : Antonio Gades - Carmen - Fuenteovejuna
- 1998 : Danse pour la Vie
- 1998 : Ballet Impérial de Russie
- 1999 : Maurice Béjart - Béjart Ballet Lausanne - Mutationx - Le Presbytère
- 2003 : Ballet de Corée - Roméo et Juliette / Shim Shung
- 2003 : Alvin Ailey
- 2005 : Maurice Béjart - Béjart Ballet Lausanne
- 2006 : Maurice Béjart - Béjart Ballet Lausanne - Best Of / Zarathoustra
- 2007 : Maurice Béjart - Béjart Ballet Lausanne - Best Of / Amor 4x20
- 2007 : Marie-Claude Pietragalla - Conditions Humaines
- 2008 : Maurice Béjart - Béjart Ballet Lausanne - Soirée Igor Stravinsky
- 2008 : Maurice Béjart - Béjart Ballet Lausanne - Tour du Monde en 80 Minutes